# Сарразен, Стефан
Стефа́н Сарразе́н (фр. Stéphane Sarrazin, 2 ноября 1975, Баржак) — французский автогонщик, пилот Формулы-1, чемпионата мира по ралли, 24 часов Ле-Мана и чемпионата мира по автогонкам на выносливость.

## Биография
Свою карьеру в автоспорте Сарразен начинал во французской Формуле-Рено и Формуле-3. В 1998 году перешёл в международную Формулу-3000. В 1999 году стал тест-пилотом команды «Прост», провёл одну гонку в чемпионате мира Формулы-1, заменив на Гран-при Бразилии в команде «Минарди» травмированого Луку Бадоера. Первый Гран-при окончился для Сарразена тяжёлой аварией на 31-м круге гонки. В дальнейшем продолжил выступления в Формуле-3000, в 2003 году провёл сезон в Формуле-Ниссан. На следующий год занялся раллийными гонками, выступал в чемпионате мира по ралли. В 2007 году стал чемпионом гоночной серии LMES и занял второе место в абсолютном зачёте гонки «24 часа Ле-Мана». Является пилотом заводской команды «Тойота», в чемпионате по гонкам на выносливость FIA WEC. В качестве тест-пилота, готовит модель «Ярис» к выступлениям в чемпионате мира FIA WRC. В 2018 году стал пилотом SMP Racing одного из экипажей BR1 категории LMP1

## Результаты гонок в Формуле-1
| Легенда к таблице |                                                                    |
| --- | ------------------------------------------------------------------ |
| В таблице перечислены результаты всех Гран-при Формулы-1, в которых принимал участие гонщик. Строками таблицы являются сезоны, столбцами — этапы чемпионата мира. В каждой клетке указаны сокращённое название этапа и результат, дополнительно обозначенный цветом. Расшифровка обозначений и цветов представлена в нижеследующей таблице. |                                                                    |
| \| Пример \| Описание \| \| ------------ \| ------------------------------------------------------------------ \| \| 1 \| Победитель \| \| 2 \| Второе место \| \| 3 \| Третье место \| \| 5 \| Финишировал, заработав очки \| \| Сход \| Не финишировал, но при этом заработал очки \| \| 12 \| Финишировал, не получив очков \| \| НКЛ \| Финишировал, но не попал в финальную классификацию \| \| 15 \| Участвовал вне зачёта, либо по отдельной классификации \| \| 18 \| Не финишировал, но попал в финальную классификацию \| \| Сход \| Не финишировал \| \| НКВ \| Не прошёл квалификацию \| \| НПКВ \| Не прошёл предквалификацию \| \| ДСК \| Дисквалифицирован \| \| ИСК \| Исключён из протокола соревнований \| \| ТТ \| Заявлен для участия только в тренировках \| \| НС \| Участвовал в квалификации, но не стартовал в гонке \| \| Т \| Травмирован или болен \| \| ОТК \| Отказ от участия \| \| НТР \| Прибыл на соревнования, но на трассу не выезжал \| \| НПР \| Был заявлен в числе участников, но не прибыл к началу соревнований \| \| О \| Соревнования отменены \| \| \| Не участвовал \| \| Поул-позиция \| \| \| Быстрый круг \| \| |                                                                    |
| Пример | Описание                                                           |
| 1 | Победитель                                                         |
| 2 | Второе место                                                       |
| 3 | Третье место                                                       |
| 5 | Финишировал, заработав очки                                        |
| Сход | Не финишировал, но при этом заработал очки                         |
| 12 | Финишировал, не получив очков                                      |
| НКЛ | Финишировал, но не попал в финальную классификацию                 |
| 15 | Участвовал вне зачёта, либо по отдельной классификации             |
| 18 | Не финишировал, но попал в финальную классификацию                 |
| Сход | Не финишировал                                                     |
| НКВ | Не прошёл квалификацию                                             |
| НПКВ | Не прошёл предквалификацию                                         |
| ДСК | Дисквалифицирован                                                  |
| ИСК | Исключён из протокола соревнований                                 |
| ТТ | Заявлен для участия только в тренировках                           |
| НС | Участвовал в квалификации, но не стартовал в гонке                 |
| Т | Травмирован или болен                                              |
| ОТК | Отказ от участия                                                   |
| НТР | Прибыл на соревнования, но на трассу не выезжал                    |
| НПР | Был заявлен в числе участников, но не прибыл к началу соревнований |
| О | Соревнования отменены                                              |
| | Не участвовал                                                      |
| Поул-позиция |                                                                    |
| Быстрый круг |                                                                    |

| Год  | Команда | 1   | 2        | 3   | 4   | 5   | 6   | 7   | 8   | 9   | 10  | 11  | 12  | 13  | 14  | 15  | 16  | Место | Очки |
| ---- | ------- | --- | -------- | --- | --- | --- | --- | --- | --- | --- | --- | --- | --- | --- | --- | --- | --- | ----- | ---- |
| 1999 | Minardi | АВС | БРА Сход | САН | МОН | ИСП | КАН | ФРА | ВЕЛ | АВТ | ГЕР | ВЕН | БЕЛ | ИТА | ЕВР | МАЛ | ЯПО | —     | 0    |